# هارادا مونه‌سوکه
هارادا مونه‌سوکه (به ژاپنی: 原田宗輔) تولد ۱۶۱۹-مرگ ۱۶۷۱ یک سامورایی و از ملازمان خاندان داته در قلمروی سندای در اوایل دوره ادو و در زمان چهارمین شوگون از شوگون‌سالاری توکوگاوا، توکوگاوا ایه‌تسونا بود. شهرت وی به علت شرکت در شورش داته است.